# Свобода (Добричская область)
Свобода (болг. Свобода) — село в Болгарии. Находится в Добричской области, входит в общину Добричка. Население составляет 252 человека.

## Политическая ситуация
В местном кметстве Свобода, в состав которого входит Свобода, должность кмета (старосты) исполняет Петко Иванов Игнатов (Болгарская социалистическая партия (БСП)) по результатам выборов правления кметства.
Кмет (мэр) общины Добричка — Петко Йорданов Петков (Болгарская социалистическая партия (БСП)) по результатам выборов в правление общины.